# 아쓰타 마코토
아쓰타 마코토(일본어: 熱田 眞, 1976년 9월 16일 ~ )는 일본의 전 축구 선수로 과거 교토 퍼플 상가, 알비렉스 니가타에서 미드필더로 활약했다.

## 구단 경력
1999년 J1리그의 교토 퍼플 상가에 입단했다. 2002년에 천황배 우승을 차지했다. 2003년 8월 알비렉스 니가타로 임대 이적했다. 2004년 교토 퍼플 상가로 복귀했다. 2004년까지 교토 퍼플 상가에서 125경기에 출전하여, 14득점을 넣었다. 2004년후 현역 은퇴.